# Gaoling (köpinghuvudort i Kina, Shandong Sheng, lat 37,29, long 121,52)
Gaoling (kinesiska: 高陵, 高陵镇) är en köpinghuvudort i Kina. Den ligger i provinsen Shandong, i den östra delen av landet, omkring 410 kilometer öster om provinshuvudstaden Jinan. Antalet invånare är 32 905. Befolkningen består av 16 163 kvinnor och 16 742 män. Barn under 15 år utgör 7,0 %, vuxna 15-64 år 75 %, och äldre över 65 år 16,0 %.
Runt Gaoling är det tätbefolkat, med 881 invånare per kvadratkilometer. Närmaste större samhälle är Ninghai, 12,6 km nordost om Gaoling. Trakten runt Gaoling består till största delen av jordbruksmark.
Genomsnittlig årsnederbörd är 743 millimeter. Den regnigaste månaden är juli, med i genomsnitt 227 mm nederbörd, och den torraste är januari, med 13 mm nederbörd.